# Live in Paris+
Albums de Jill Scott
The Real Thing: Words and Sounds Vol. 3
(2007) The Light of the Sun
(2011)
Live in Paris+ est un album live de Jill Scott, sorti le 5 février 2008.
Il s'agit d'un coffret contenant un CD sur lequel on retrouve des titres enregistrés lors d'un concert à l'Élysée Montmartre à Paris pendant le Buzz Tour de 2004 et un DVD proposant des extraits d'un concert donné à la House of Blues de Los Angeles en 2007.
L'album a été certifié disque d'or par la Recording Industry Association of America (RIAA) le 10 mars 2009.

## Liste des titres
| 1. | The Way                       | 8:16  |
| 2. | Whatever                      | 7:33  |
| 3. | The Fact Is (I Need You)      | 7:11  |
| 4. | Golden                        | 13:00 |
| 5. | My Petition                   | 6:01  |
| 6. | Rasool                        | 8:27  |
| 7. | Bedda at Home                 | 6:00  |
| 8. | He Loves Me (Lyzel In E Flat) | 11:01 |

| 1. | Crown Royal                                               | 7:36 |
| 2. | Hate on Me                                                | 8:26 |
| 3. | My Love                                                   | 2:15 |
| 4. | All I                                                     | 9:02 |
| 5. | Documentary Featuring Jill's Fans on the Streets of Paris |      |